# Kanton Clairvaux-les-Lacs
Clairvaux-les-Lacs is een voormalig kanton van het Franse departement Jura. Het kanton maakte deel uit van het arrondissement Lons-le-Saunier. Het werd opgeheven bij decreet van 17 februari 2014 met uitwerking op 22 maart 2015.

## Gemeenten
Het kanton Clairvaux-les-Lacs omvatte de volgende gemeenten:
- Barésia-sur-l'Ain
- Boissia
- Charcier
- Charézier
- Chevrotaine
- Clairvaux-les-Lacs (hoofdplaats)
- Cogna
- Doucier
- Fontenu
- La Frasnée
- Le Frasnois
- Hautecour
- Largillay-Marsonnay
- Marigny
- Menétrux-en-Joux
- Mesnois
- Patornay
- Pont-de-Poitte
- Saffloz
- Songeson
- Soucia
- Thoiria
- Uxelles
- Vertamboz